# Kinō Nani Tabeta?
Kinō Nani Tabeta? (jap. きのう何食べた？, dt. etwa „Was hast du/habt ihr gestern gegessen?“) ist eine Mangaserie von Fumi Yoshinaga, die seit 2007 in Japan erscheint. Das Werk handelt von einem Anwalt, der jeden Tag für sich und seinen Lebenspartner, einen Friseur, mit Mühe und Freude ein Abendessen zubereitet. Es ist in die Genres Gourmet, Comedy und Shōnen Ai einzuordnen und erscheint im an junge Männer gerichteten Seinen-Magazin Morning. Eine englische Übersetzung wurde als What Did You Eat Yesterday? veröffentlicht. 2019 wurde eine Adaption als Fernsehserie gezeigt.

## Inhalt
Der Anwalt Shirō Kakei (筧 史朗) ist in seinen Vierzigern, arbeitet in einer kleinen Kanzlei und lebt zusammen mit seinem Lebenspartner Kenji Yabuki (矢吹 賢二). Für beide bereitet Shirō jeden Tag das Abendessen zu, aus Freude und zur Entspannung, die ihm das Kochen bereitet. Aber auch, um Geld zu sparen und sich dabei trotzdem gesund zu ernähren – aus dem gleichen Grund kauft er oft günstig ein. Der Friseur Kenji ist von der Sparsamkeit seines Partners zwar manchmal genervt, aber dennoch froh über das gesunde und doch leckere Essen und das Geld, das sie zurücklegen können. Da Shirō nicht von der Arbeit aufgerieben werden will, sondern lieber pünktlich geht, bleibt er in der kleinen Kanzlei, statt in große Unternehmen zu wechseln. Daher verdient er relativ wenig. Außerdem müssen sie Geld zurücklegen, da sie keine Kinder haben.
Shirōs Jagd nach Schnäppchen geht so weit, dass er sich mit einer Frau anfreundet, die er zufällig beim Einkaufen kennenlernt und die es ähnlich hält wie er. Von da an tauschen sie sich regelmäßig über das Einkaufen und Kochen aus. Ihr gegenüber hat sich Shirō, aus einem Zufall heraus, schnell als homosexuell geoutet. Anders auf Arbeit, wo seine Kollegen sich schon lange wundern, dass er noch nicht verheiratet ist. Auch Shirōs Eltern haben seine sexuelle Orientierung noch immer nicht akzeptiert. Kenji hat den Kontakt mit seinen Eltern ganz abgebrochen, während er auf Arbeit keine Probleme hat, zu seiner Sexualität zu stehen.
Die Serie erzählt in kurzen Episoden aus dem Leben des Paares, wobei mal Shirō und mal Kenji im Mittelpunkt steht. Dabei geht es neben Problemen mit Diskriminierung oder allgemeinen Beziehungsproblemen auch um Geschehnisse, die beide in ihren Berufen erleben. So kommen auch Themen wie Häusliche Gewalt, deren männliches Opfer ein Klient von Shirō wird, oder das Können des Friseurs Kenji und die Sorgen seiner Kunden auf. Dabei ist stets eine Mahlzeit Teil der Geschichten, deren Zutaten und Zubereitung ausführlich gezeigt werden. Durch Shirōs Gedanken, in denen er jede Zutat und Handlung durchgeht, kann der Leser die Zubereitung nachvollziehen.

## Veröffentlichungen
Die Serie erscheint seit Februar 2007 wöchentlich im Magazin Morning (Ausgabe 12/2007) beim Verlag Kodansha. Die Kapitel wurden auch in bisher 24 Sammelbänden herausgebracht (Stand Juli 2025), von denen der erste im November 2007 erschien. Eine englische Übersetzung wird von Vertical herausgegeben und Sharp Point Press veröffentlicht den Manga in Taiwan.
Am 6. April 2019 mitternachts (und damit am vorigen Fernsehtag) startete beim Sender TV Tokyo eine Adaption als Fernsehserie (Dorama). Die 12 Folgen mit je 40 Minuten Laufzeit wurden bis zum 28. Juni 2019 ausgestrahlt. Die Hauptrollen sind besetzt mit Hidetoshi Nishijima (Shirō Kakei) und Seiyō Uchino (Kenji Yabuki). Regie führten Kazuhito Nakae, Katsumi Nojiri und Kenji Katagiri, das Drehbuch schrieb Naoko Adachi.

## Rezeption und Analyse
Während der zweite Band des Mangas in den ersten beiden Wochen nach Veröffentlichung 125.000 verkaufte Exemplare erreichte, konnte der 14. Band in drei Wochen fast 190.000 Mal verkauft werden. Der 8. Band stand in der ersten Hälfte von 2014 auf Platz 91 der meistverkauften Mangabände, mit 293.000 Verkäufen. Insbesondere für einen Titel über ein gleichgeschlechtliches Paar und für ein älteres Publikum war die Serie damit außergewöhnlich erfolgreich.
Die Serie wurde 2008 für den Manga Taishō Award nominiert. 2019 wurde Kinō Nani Tabeta? für den Kōdansha-Manga-Preis nominiert.
Antonija Cavcic hat analysiert, wie das Gourmet-Thema und die Romantik im Manga zusammenspielen. Die Serie fokussiere sich auf Kochen, Essen und Alltagsprobleme. Anders als im sonst eher an Frauen gerichteten Genre Boys Love kommt nur Romantik vor, aber keine Homoerotik. Die romantischen Geschichten werden mit den Gerichten verwoben, diese werden Gegenstand der Konflikte zwischen den Protagonisten und dienen auch zu deren Auflösung. Die dem Leser zum Nachkochen genau dargestellte Herstellung der Gerichte sind zugleich Versprechen einer praktischen Befriedigung, einer leckeren Mahlzeit, als auch Symbol für die ungewöhnliche, oder sogar unmöglich scheinende, vom Leser gesuchte Romanze. Durch die Verbindung zum nachkochbaren Essen erscheint diese Romanze erreichbar oder miterlebbar.
Xuan Bach Tran vergleicht den Manga mit anderen Werken von Fumi Yoshinaga. Im Gegensatz zu diesen sei die gleichgeschlechtliche Beziehung in Kinō Nani Tabeta? explizit behandelt, wogegen sie in anderen Werken eher angedeutet wird. Große Dramatik kommt jedoch im Unterschied zu den anderen Serien nicht auf. Während bei anderen Gourmet-Serien, die sich an männliches Publikum richten, Wettbewerbe im Vordergrund stehen, kommen diese in Kinō Nani Tabeta? nicht vor. Kochen ist stattdessen Hobby und Notwendigkeit. Yoshinagas Protagonist Shirō Kakei steht als – nicht geouteter – homosexueller Mann mittleren Alters außerhalb der japanischen Rollenvorstellungen. Er kocht anders als „männliche“ Rollenvorstellungen erfüllende Berufsköche nur einfache Gerichte für sich und seinen Partner und entspricht damit eher dem Bild einer Hausfrau. Diese geänderte Rolle ähnelt zwar manchen in Japan neu aufkommenden männlichen Rollenbildern („herbivore men“ und „bentō danshi“), doch mit seiner gleichgeschlechtlichen Partnerschaft fällt er auch aus diesen Rollen heraus. Und auch Klischeevorstellungen über Homosexuelle erfüllt er nicht – in seiner Art des Kochens eher die der Hausfrau oder Mutter. Mit ihm habe Yoshinga daher neue Rollenvorstellungen thematisiert und alte in Frage gestellt. Auch der Ort der Küche, in Japan klar als Wirkungsort von Frauen identifiziert, wird von Yoshinaga dekonstruiert. In Kinō Nani Tabeta? arbeiten in der Küche Menschen jeden Geschlechts, Identität, Alters oder Berufs. Die Küche ist der Ort, an dem es keinen Streit gibt, sondern an dem Versöhnung stattfindet. Und schließlich lässt sich feststellen, dass der Manga die erste Serie in einem großen japanischen Medium ist, die das Leben eines alltäglichen, gleichgeschlechtlichen Paares als ein glückliches Leben darstellt, nicht als von Grund auf unglücklich und problembelastet. In ihrer Darstellung einer gleichberechtigten Beziehung und im Aufbrechen von Rollenvorstellungen zeigten sich auch Yoshinagas feministische Überzeugungen, so Bach Tran.
Obwohl es anders als einige Werke zuvor eine gleichgeschlechtliche Beziehung explizit darstellt, ist Kinō Nani Tabeta? als Veröffentlichung eines Seinen-Magazins für junge Männer weiter von Boys Love entfernt als frühere Werke Yoshinagas, so Tomoko Aoyama. Doch würden BL-typische Konventionen genutzt und parodiert. Die Serie lege einen klaren Fokus auf den alltäglichen Aspekt des Kochens und steht damit im Gegensatz zu vielen Gourmet-Serien, in denen außergewöhnliche Rezepte im Mittelpunkt stehen. Insbesondere lasse sich der Manga als Kritik am Gourmet-Boom der 1980er Jahre lesen, in dem Verschwendung und heterosexistisches und frauenfeindliches Bild professionellen Kochens gezeigt wurde. Hier aber sei Kakeis Ziel nicht zu beeindrucken oder einen Wettkampf zu gewinnen, sondern sich zu entspannen und sich und seinem Partner eine nahrhafte und preiswerte Mahlzeit auf den Tisch zu stellen. Dem Kochen und gemeinsamen Essen falle außerdem die Rolle einer nicht-verbalen Kommunikation in der Beziehung der beiden zu, als Ausdruck gegenseitiger Fürsorge, wie auch gelegentlich in der Beziehung zu ihrem Umfeld. In den Rezepten schrecke Yoshinaga nicht vor Maßangaben und vor sonst verpönten Fertigzutaten oder Glutamat zurück. Die Zubereitung sei nicht verschwenderisch, sondern auf Sparsamkeit bedacht und es gibt auch Tipps für die Wiederverwertung zu großer Mengen. Auch gewöhnliche Hausarbeit komme vor, anders als im üblichen Gourmet-Manga. All das gebe dem Leser nicht nur kulinarische Anregungen, sondern rege auch zum Hinterfragen von Vorurteilen und Klischees an. In den beiden gezeigten Rollen des Paares ließen sich in einigem Maße zwei japanische Stereotype von Homosexuellen aus den 1990ern erkennen: der „ideale Mann“ und der „beste Freund der Frau“. Doch sowohl Kakei als auch Kenji zeigten vielschichtige Persönlichkeiten und seien nicht auf solche Stereotype reduziert. So zeige auch Kenji Können und Freude am Kochen, wenn sich ihm die Gelegenheit bietet. Darüber hinaus werden auch Probleme und Perspektiven Homosexueller thematisiert, wie die Altersvorsorge oder die Regelung des Erbes ohne die Möglichkeit zu heiraten. Dazu kommen Themen wie häusliche Gewalt, Scheidung, Sorgerecht, geistige Krankheit, Insolvenz und Pflege, die meist mit einer ungewöhnlichen Wendung oder einer Umkehr der erwarteten Verhältnisse erzählt werden.
Die Figuren sind meist mit rechteckigen Gesichtern gezeichnet, Bishōnen treten selten und eher als Parodien auf. Die Gestalt der Figuren ändert sich je nach Situation und in komischen Szenen wechseln sie in deformierte, stark vereinfachte Form, in der alle Figuren bis auf wenige Merkmale gleich aussehen.